# Tansen, Gästrikland
Tansen är en sjö i Ockelbo kommun i Gästrikland och ingår i Gavleåns huvudavrinningsområde. Sjön är 10 meter djup, har en yta på 0,579 kvadratkilometer och befinner sig 211,1 meter över havet. Sjön avvattnas av vattendraget Tansbäcken. Vid provfiske har abborre, gädda och mört fångats i sjön.

## Delavrinningsområde
Tansen ingår i det delavrinningsområde (674952-153902) som SMHI kallar för Utloppet av Tansen. Medelhöjden är 222 meter över havet och ytan är 3,68 kvadratkilometer. Räknas de 6 avrinningsområdena uppströms in blir den ackumulerade arean 15,86 kvadratkilometer. Tansbäcken som avvattnar avrinningsområdet har biflödesordning 2, vilket innebär att vattnet flödar genom totalt 2 vattendrag innan det når havet efter 86 kilometer. Avrinningsområdet består mestadels av skog (84 procent). Avrinningsområdet har 0,58 kvadratkilometer vattenytor vilket ger det en sjöprocent på 15,7 procent.